# Lebe lauter
Lebe lauter ist das dritte Studioalbum der österreichischen Pop-Rock-Sängerin Christina Stürmer. Das Album wurde am 15. September 2006 veröffentlicht und erreichte als Neueinsteiger Platz eins in den österreichischen und deutschen Albumcharts.

## Hintergrund
Das Album wurde in Deutschland (Platz eins in den Verkaufscharts), Österreich und der Schweiz (Platz sechs) veröffentlicht.
Die bislang erfolgreichste Produktion Stürmers wurde etwa 300.000 mal verkauft und wurde 2007 mit dem Amadeus Austrian Music Award als bestes Rock/Pop-Album des Jahres ausgezeichnet.
Nie Genug, die Vorab-Single wurde am 28. April 2006 veröffentlicht, der Einstieg in die österreichischen Charts erfolgte ebenfalls auf Platz 1, die Single war für 26 Wochen platziert. In Deutschland und der Schweiz konnte keine Spitzenplatzierung erreicht werden.

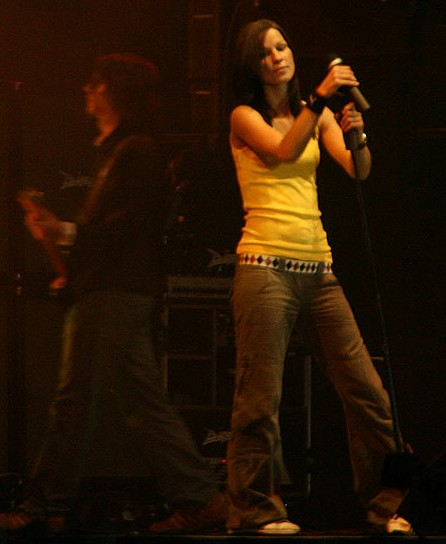
„Lebe lauter“-Tour, Wien 2007

Lebe lauter ist das erste Album mit Abbildung der Band auf dem Cover. In Interviews betonte Christina häufig, dass Christina Stürmer & Band als Einheit zu verstehen ist, dass es ohne Band auch keine „Christina Stürmer“ in dieser Form geben würde. Von der Öffentlichkeit wird jedoch primär Christina als Sängerin wahrgenommen.
Nach Nie Genug wurde in Österreich die Single Um bei dir zu sein / An Sommertagen veröffentlicht, der fünfte Nummer-eins-Hit in den Single-Charts. Darauf folgten die Singleauskopplungen Ohne Dich und Scherbenmeer, die jeweils wieder im gesamten deutschsprachigen Raum präsent waren. Im Sommer 2007 wurden weitere Songs aus dem Album Lebe Lauter als Single ausgekoppelt: in Österreich Augenblick am Tag – in Deutschland und der Schweiz eine neue Version des Nummer-eins-Hits Um bei dir zu sein. Nur in Österreich erschien am 16. November 2007 die Single Mitten unterm Jahr, die sich nach anfänglichem Zögern gut verkaufte.

## Musik
Musikalisch bietet das Album einen Querschnitt aus rockigen Titeln mit gitarrenlastiger, temporeicher Musik, wie beim Titel An Sommertagen, als auch gefühlvolle und romantische Balladen mit Orchestersound, wie beim Lied Mitten unterm Jahr. Rhythmische, durch Piano-Stakkato dominierte Stücke wie Um bei dir zu sein, runden das Gesamtbild ab.
Stilistisch entwickelt sich Stürmer weiter in Richtung Deutschrock. Die Titel sind mit anderen deutschsprachig vortragenden Bands wie Juli, Echt und Silbermond vergleichbar.

## Autoren
Der Titel Um bei dir zu sein wurde von den Sportfreunden Stiller, die Christina als Vorbild für ihre eigene Musik sieht, geschrieben. Die Titel Lebe Lauter, Scherbenmeer, Seite Eins und Revolution stammen von 3typen. Augenblick am Tag und Sonne hinter dem Nebel wurden von Christina Stürmers Lebensgefährten Oliver Varga verfasst. An Sommertagen war eine Gemeinschaftsarbeit aller fünf Bandmitglieder.

## Titelliste
| #   | Lebe lauter            |      |
| --- | ---------------------- | ---- |
| 1.  | Nie genug              | 3:32 |
| 2.  | Lebe lauter            | 3:24 |
| 3.  | Die Welt               | 3:56 |
| 4.  | Ohne dich              | 3:21 |
| 5.  | Revolution             | 3:24 |
| 6.  | Augenblick am Tag      | 2:53 |
| 7.  | Seite Eins             | 3:54 |
| 8.  | Scherbenmeer           | 3:49 |
| 9.  | Unsere besten Tage     | 3:09 |
| 10. | An Sommertagen         | 3:16 |
| 11. | Sonne hinter dem Nebel | 2:57 |
| 12. | Um bei dir zu sein     | 3:29 |
| 13. | Reine Nebensache       | 3:53 |
| 14. | Mitten unterm Jahr     | 4:33 |

## Rezeption
- Kurier: „Nie genug als erste Single, stürmt gleich in typischer Manier los – straffer Aufbau, eingängige Melodie, pädagogisch wertvoller Text mit Identifikationspotenzial –, Lebe lauter läuft flott hinterher, Die Welt, eine Ballade, verfällt in langsameren Trott & und so weiter, das Strickmuster bleibt im Wesentlichen gleich. Der Pullover schaut also ein bisschen langweilig aus (wenn auch weniger langweilig als seine Vorgänger). Gar nicht langweilig sind Stürmers Stimme und Präsenz – sie machen die Musik doch irgendwie glaubwürdig und unverwechselbar. Einer Karriere-Fortsetzung, auch in Deutschland, sollte also nichts im Wege stehen. Man soll Äpfel mit Birnen bekanntlich nicht vergleichen. Christina Stürmers neues Album ist ein Apfel. Ein durchaus schmackhafter. Wer lieber Birnen mag, soll Birnen essen.“[6]

- Sebastian Räuchle, Kronen Zeitung: „Fazit: Mit ihrer unkomplizierten und direkten Art sowie den tiefgehenden und ehrlichen Texten beweist Christina Stürmer erneut, warum sie Österreichs Nummer 1 ist und wohl noch ein Weilchen bleiben wird. Bleibt zu hoffen, dass Christina auch in Zukunft nichts von ihrer bodenständigen Art einbüßen wird.“[7]

- Eberhard Dobler, laut.de: „Vier mit Sicherheit sympathische Musiker, eine blitzsaubere Produktion mit einer aparten jungen Frontfrau. Absolut TV-tauglich, was da abgeht. Und das macht auch den Unterschied. Wirklich coole Bands spielen sich von der Straße ins TV. Christina kommt aus dem Fernsehen, was ihr Talent keineswegs schmälern soll.“[8]

## Lebe lauter Live
Ende 2007 wurden eine Live-DVD und eine EP in limitierter Auflage unter dem Namen Lebe lauter Live veröffentlicht. Diese DVD beinhaltet die Tourdokumentation Unsere besten Tage und den Live-Mitschnitt vom Konzert auf der Kaiserwiese im Wiener Prater Sommer 2007.

### Tournee
Nach der Promotiontour Nie genug ging Stürmer im Februar 2007 auf Lebe-lauter-Tour, die erstmals durch Deutschland, Schweiz und Österreich führte. Zum Abschluss dieser Tournee sang sie in Wien auf der Kaiserwiese im Prater vor ca. 8.000 Zuschauern.

### Produktion und Promotion
Dieses Konzert wurde aufgrund des relativ großen Andrangs von Feschfilm Entertainment mitgeschnitten. Die Produktion stand damals unter der Leitung von Marc Schütrumpf und Regie von Paul Hauptmann. Am 18. Oktober, einen Tag vor Verkaufsstart, wurde eine Preview-Party zur Veröffentlichung veranstaltet, zu der Journalisten und ausgewählte Fans eingeladen waren.

### Charts
In den Musik-DVD-Charts stieg das Album auf Platz zwei ein und erreichte vor Veröffentlichung Gold.